# Zeder
Pour le zoologiste allemand, voir Johann Georg Heinrich Zeder.
Pour plus de détails, voir Fiche technique et Distribution.
Zeder est un film italien réalisé par Pupi Avati, sorti en 1983.

## Synopsis
Chartres, 1956. À la suite de nombreuses morts mystérieuses autour d'une résidence abandonnée, une unité de police, accompagnée du docteur Meyer, d'une infirmière et d'une jeune fille aux pouvoirs extrasensoriels, intervient. La nuit, des phénomènes paranormaux s'y produisent et Gabrielle, l'adolescente, localise la source du mal. Mais avant le retour des policiers, elle est mordue à la jambe par une entité maléfique. Un trou est creusé à l'endroit désigné par Gabriella et ils y découvrent des os humains dans un cercueil. Le mort est identifié grâce à sa carte d'identité : il s'agit d'un certain Paolo Zeder. 
Bologne, 1983. Pour son anniversaire, Alessandria offre à son petit ami Stefano, écrivain, une vieille machine à écrire électrique. Dans la nuit, tandis qu'il recherche l'inspiration et écrit quelques lignes, le ruban de la machine casse. Tandis qu'il le déroule afin de réparer la machine, Stefano déchiffre quelques bribes de phrases pour le moins curieuses rédigées dessus par l'ancien propriétaire. Il y mentionnait l'existence d'un terrain nommé K mais deux phrases troublent Stefano : « les barrières de la mort vont finalement tomber » et « mon retour à la vie indiquera le retour de tous ». 
Le lendemain, intrigué par ce qu'il a lu et persuadé de tenir le sujet de son troisième roman, il rend visite à un ancien professeur d'université spécialisé dans l'ésotérisme et l'occultisme. Ce dernier lui explique qu'un scientifique illuminé, Paolo Zeder, aurait découvert des terrains, qu'il a appelés K, qui permettraient aux morts de revenir de l'au-delà. Les cadavres enterrés dans ces zones reviendraient aussitôt à la vie comme des morts-vivants.
Obsédé par cette découverte, Stefano délaisse Alessandria pour mener son enquête pour retrouver Paolo Zeder. Mais ses recherches le mènent vers une propriété abandonnée où vit un ancien prêtre, Don Luigi Costa, qui a continué les travaux du scientifique mort. Dans le manoir, il découvre que Costa s'est enterré lui-même avant de décéder d'un cancer incurable. Sur la vidéo d'un moniteur, Stefano assiste à la résurrection du propriétaire. L'écrivain comprend qu'il est dans un terrain K...

## Fiche technique
- Titre original et français : Zeder
- Réalisation : Pupi Avati
- Scénario : Pupi Avati, Antonio Avati et Maurizio Costanzo
- Montage : Amedeo Salfa
- Musique : Riz Ortolani
- Photographie : Franco Delli Colli
- Production : Antonio Avati et  Gianni Minervini
- Société de production et distribution : Gaumont
- Pays d'origine :  Italie
- Langue originale : italien
- Format : Couleurs - 1,85:1 - Mono
- Genre : horreur
- Durée : 98 minutes
- Date de sortie : 
  -  Italie : 10 août 1983

## Distribution
- Gabriele Lavia : Stefano
- Anne Canovas : Alessandra
- Paola Tanziani : Gabriella Goodman
- Cesare Barbetti : Dr. Meyer
- Bob Tonelli : Mr. Big
- Ferdinando Orlandi : Giovine
- Enea Ferrario : Mirko
- John Stacy : professeur Chesi
- Alessandro Partexano : lieutenant Silvestre
- Marcello Tusco : docteur Melis
- Aldo Sassi : Don Luigi Costa
- Veronica Moriconi : Gabriella jeune
- Enrico Ardizzone : Benni
- Maria Teresa Tofano : Anna
- Andrea Montuschi : inspecteur Bouffet
- Adolfo Belletti : Don Emilio
- Paolo Bacchi : le secrétaire de Mr. Big
- Imelde Marani : l'infirmière